# Estratégia do colar de pérolas

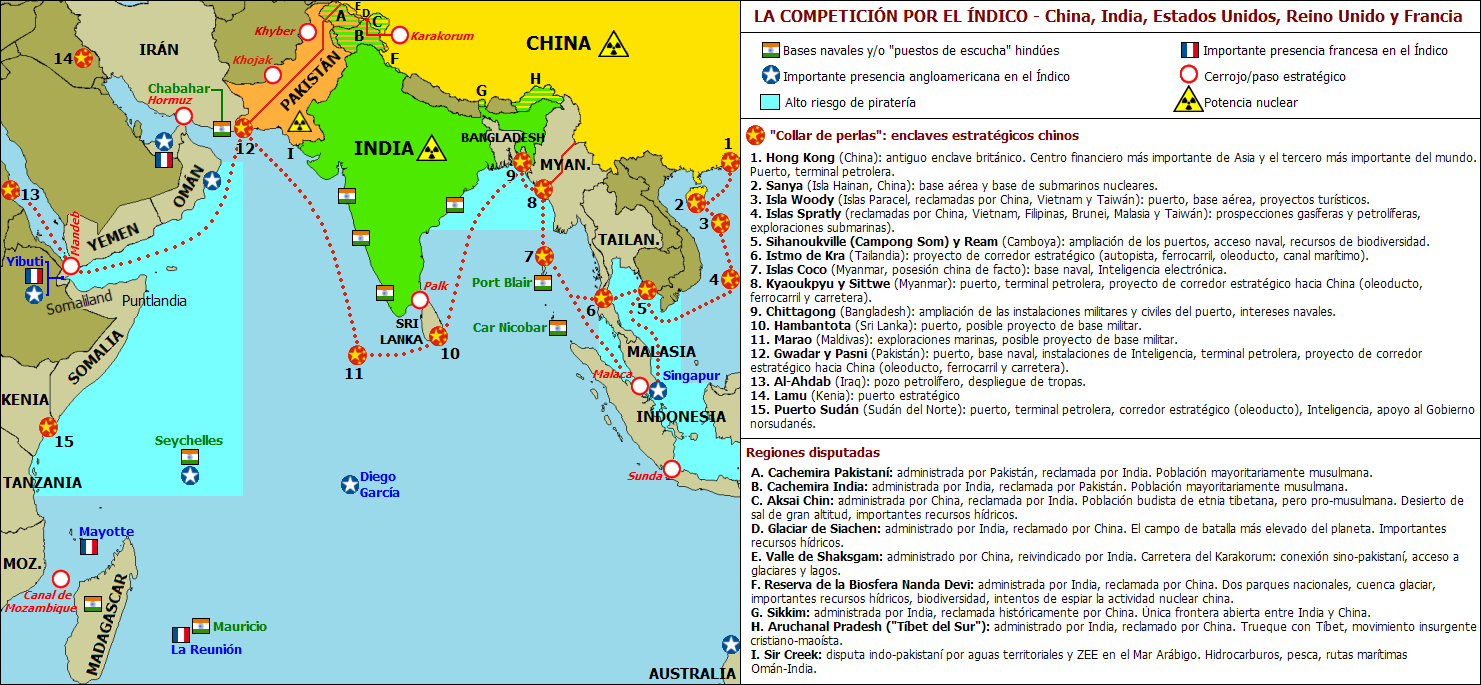
Mapa esboçando o "colar de pérolas", composto por bases navais chinesas e portos estrangeiros, onde a marinha chinesa tem instalações.

A estratégia do colar de pérolas é uma teoria geopolítica sobre as potenciais intenções chinesas na região do Oceano Índico. Refere-se à rede de instalações e relações militares e comerciais chinesas ao longo de suas linhas marítimas de comunicação, que se estendem da China continental ao Porto Sudão. As linhas marítimas passam por vários dos principais chokepoints marítimos, como o Estreito de Mandeb, o Estreito de Malaca, o Estreito de Ormuz e o Estreito de Lombok, bem como outros centros marítimos estratégicos no Paquistão, Sri Lanka, Bangladesh, Maldivas e Somália.
O termo como um conceito geopolítico foi usado pela primeira vez em um relatório interno do Departamento de Defesa dos Estados Unidos, "Energy Futures in Asia." O termo também é amplamente usado nas narrativas geopolíticas e de política externa da Índia para destacar as preocupações indianas com o vasto projeto chinês Iniciativa do Cinturão e Rota em todo o sul da Ásia. Esses projetos são vistos pela Índia como parte da estratégia da China para cercá-la através da construção de bases navais no sul da Ásia e na região do Oceano Índico. As políticas indianas de vizinhança imediata e de Atender o Leste e a “Doutrina Marítima” são amplamente vistas como uma contra-medida para a estratégia chinesa do "colar de pérolas". De acordo com o Instituto de Estudos de Segurança da União Europeia, a formação do Diálogo Quadrilateral de Segurança (compreendendo os Estados Unidos, Índia, Austrália e Japão) é um resultado direto da assertiva política externa e de segurança da China na região do Indo-Pacífico.
O surgimento do "colar de pérolas" é indicativo da crescente influência geopolítica da China através de esforços concertados para aumentar o acesso aos portos e aeroportos, expansão e modernização das forças militares, e promover relações diplomáticas mais fortes com parceiros comerciais. O governo chinês insiste que a florescente estratégia naval chinesa é de natureza inteiramente pacífica e serve apenas para proteger os interesses comerciais regionais. Uma análise do The Economist também fundamenta que os movimentos chineses são de natureza comercial. Embora tenha sido alegado que as ações chinesas estejam criando um dilema de segurança entre a China e a Índia no Oceano Índico, isso tem sido questionado por alguns analistas, que apontam para as vulnerabilidades estratégicas fundamentais da China.